# Dos en el cielo
Dos en el cielo (A Guy Named Joe, título original en inglés) es una película de 1943 dirigida por Victor Fleming, producida por Everett Riskin, del guion de Dalton Trumbo, adaptando la historia de Frederick Hazlitt Brennan, Chandler Sprague y David Boehm.

## Reparto
- Spencer Tracy ... Pete Sandidge
- Irene Dunne ... Dorinda Durston
- Van Johnson ... Ted Randall
- Ward Bond ... Al Yackey
- James Gleason ... "Nails" Kilpatrick
- Lionel Barrymore ... El General
- Barry Nelson ... Dick Rumney
- Esther Williams ... Ellen Bright
- Henry O'Neill ... Coronel Sykes
- Don DeFore ... James J. Rourke
- Charles Smith ... Sanderson
- Addison Richards ... Mayor Corbett
- Kirk Alyn ... Oficial en el Cielo (sin acreditar)
- Maurice Murphy ... Capt. Robertson (sin acreditar)

- Datos: Q1723295
- Multimedia: A Guy Named Joe (film) / Q1723295